# سوریانو کالابرو
سوریانو کالابرو (به ایتالیایی: Soriano Calabro) یک کومونه در ایتالیا است که در استان ویبو والنتیا واقع شده‌است.

## خصوصیات
سوریانو کالابرو ۱۵٫۲ کیلومترمربع مساحت و ۲٬۹۷۵ نفر جمعیت دارد.